# My Life My Lesson
My Life My Lesson är en svensk dokumentärfilm från 2015, regisserad av Åsa Ekman och producerad av Oscar Hedin. Filmen handlar om barn som lever i våld.